# کاپلسهامن
کاپلسهامن (به سوئدی: Kappelshamn) یک منطقهٔ مسکونی در سوئد است که در بخش گوتلند واقع شده‌است. کاپلسهامن ۰٫۷۵ کیلومتر مربع مساحت و ۱۱۵ نفر جمعیت دارد.